# Burnhaupt-le-Bas
 Burnhaupt-le-Bas  là một xã thuộc tỉnh Haut-Rhin trong vùng Grand Est, đồng bắc Pháp. Xã này có diện tích 11,77 km², dân số năm 1999 là 1429 người. Khu vực này có độ cao trung bình 300 mét trên mực nước biển.